# 3dfx

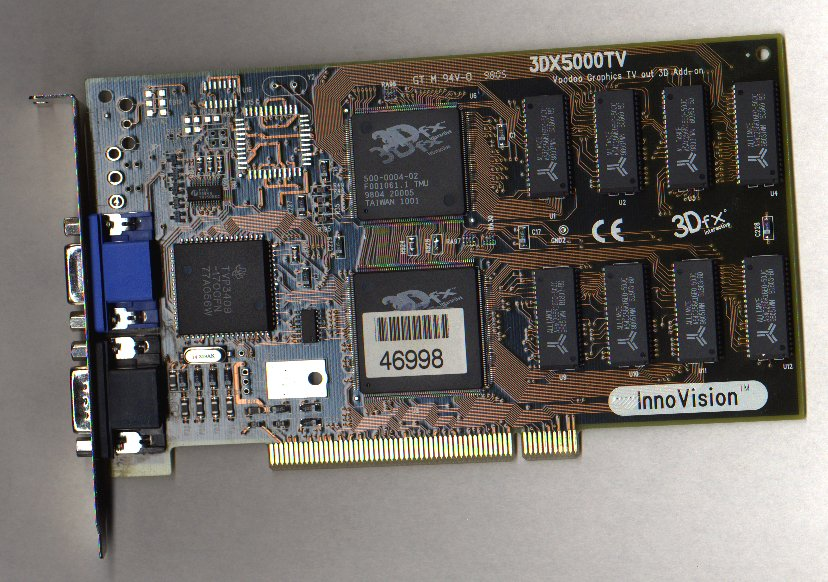
Voodoo 1 videokaart.

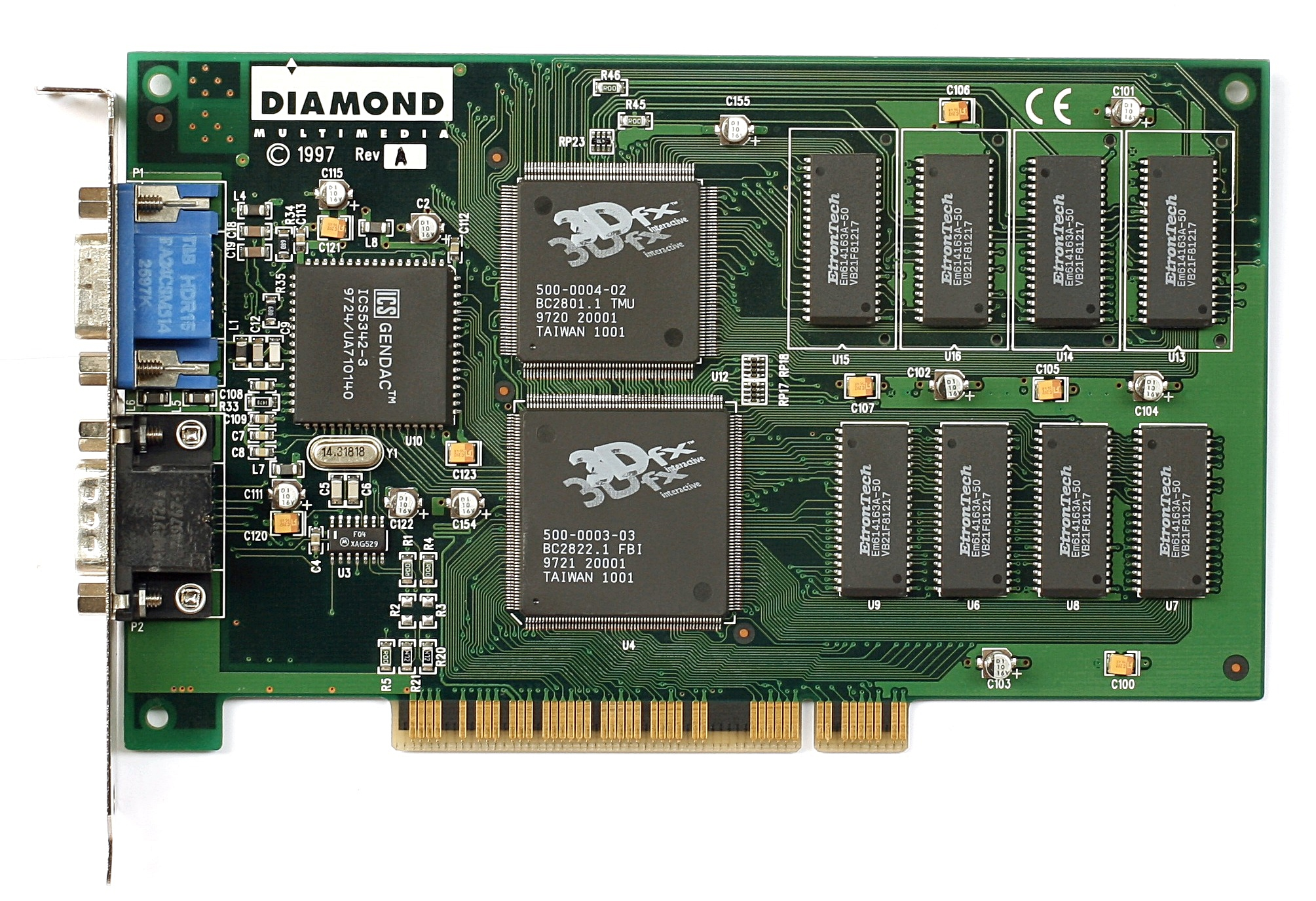
Diamond Monster 3D videokaart met Voodoo chipset.

3dfx Interactive was een Amerikaans bedrijf uit San Jose (Californië) dat werd opgericht in 1994, en was gespecialiseerd in de fabricage van grafische 3D-processors. Later maakte 3dfx ook videokaarten.
Een van de topproducten van het bedrijf was de Voodoo Graphics, een insteekkaart uitsluitend voor de acceleratie van 3D-graphics. De kaart werd populair en kreeg een opvolger, de Voodoo 2. Veel spellen boden standaard ondersteuning via Glide.
Eind jaren 1990 nam de populariteit snel af en 3dfx werd in december 2000 overgenomen door NVIDIA. Vanaf begin 2001 stopte 3dfx met de ondersteuning van hun producten.

## Producten

### Grafische chipsets
- Voodoo Graphics (SST-1) (1996)
- Voodoo Rush (SST-96) (1997)
- Voodoo 2 (SST-2) (1998)
- Voodoo Banshee (Banshee) (1998)
- Voodoo3 & Velocity (Avenger) (1999)
- VSA-100 (Napalm) (2000)

### Videokaarten
- Voodoo2 1000 (1998)
- Voodoo3 1000, 2000, 3000 (1999)
- Voodoo4 4500 (2000)
- Voodoo5 5500 (2000)

* uitgezonderd niet-verschenen producten

## Dreamcast
Begin 1997 kondigde 3dfx een samenwerking aan met Sega voor de ontwikkeling van een grafische chip voor hun geplande spelconsole, de Dreamcast. In juli 1997 werd dit partnerschap eenzijdig door Sega beëindigd. 3dfx spande een rechtszaak aan die in 1998 tot een schikking kwam.